# التطهير العرقي للجورجيين في أبخازيا
التطهير العرقي للجورجيين في أبخازيا والمعروف أيضًا باسم مجازر الجورجيين في أبخازيا والإبادة الجماعية للجورجيين في أبخازيا (بالجورجية: ქართველთა გენოციდი აფხაზეთში)، وفقًا للمصادر الجورجية، يُشير إلى التطهير العرقي والمجازر والإزالة الجماعية القسرية للآلاف من المنحدرين من أصل جورجي الذين يعيشون في أبخازيا خلال الحرب في أبخازيا في الفترة 1993-1992 و1998 على أيدي الانفصاليين الأبخاز وحلفائهم. قُتل كل من الأرمن واليونانيين والروس والأبخاز المعارضين. وأصبح ما يقارب من 200،000 إلى 250،000 من المواطنين الجورجيين مُشردين داخليًا. اعترفت بالتطهير العرقي والمذابح ضد الجورجيين رسميًا اتفاقيات منظمة الأمن والتعاون في أوروبا عامي 1994 و1996 ومرة أخرى سنة 1997 خلال مؤتمرات قمم بودابست ولشبونة وإسطنبول، وأدانت «مُرتكبي جرائم الحرب التي جرت خلال هذا الصراع». وفي 15 مايو 2008، اعتمدت الجمعية العامة للأمم المتحدة -بأغلبية 14 صوتًا مقابل 11 صوتًا وامتناع 105 أعضاء عن التصويت- قرارًا بالقرار A/RES/62/249 «تشدد فيه على أهمية الحفاظ على حقوق الملكية للاجئين والمشردين داخليا من أبخازيا، جورجيا، ومنهم ضحايا «التطهير العِرقي» المبلغ عنه، وتُطالب جميع الدول والأعضاء بمنع الأشخاص الخاضعين لولايتها من الحصول على ممتلكات داخل إقليم أبخازيا وجورجيا في انتهاك حقوق العائدين». وقد أصدر مجلس الأمن الدولي سلسلة من القرارات مطالبةً من أجل وقف إطلاق النار.

## أحداث
شكل الجورجيون قبيل الحرب الأبخازية سنة 1992 ما يقارب نصف سكان أبخازيا، في حين كان الأبخاز يُشكلون أقل من خمس السكان.  وعلى النقيض من ذلك، كان سنة 1926 توازنًا بين السكان في نحو ثلث لكل منهما مع الروس والأرمن واليونانيين الذين يشكلون ما تبقى. وسمحت الهجرة الواسعة النطاق لسكان الجورجيين والروس والأرمن بالتضخم، إذ إن سكان الأبخاز لم يتضاعفوا حتى حلول عام 1989، في حين تضاعف عدد السكان الجورجيين أربع مرات تقريبًا من 494 67 إلى 872 239 نسمة، وتضاعف السكان الأرمن ثلاث مرات، والروس بمقدار ست مرات.

### الصراع العسكري في أبخازيا
تغير الوضع السياسي في أبخازيا سنة 1992 إلى مواجهة عسكرية بين الحكومة الجورجية والانفصاليين الأبخاز. وتفاقم القتال عندما استولت القوات المسلحة الجورجية مع وحدات الشرطة على سوخومي واقترابها من مدينة غوداوتا. وأدت السياسات العرقية التي بدأها الجورجيون في سوخومي إلى خلق لاجئين ومجموعة من المقاتلين في الوقت ذاته عازمين على استعادة منازلهم المفقودة. مع ذلك، ومع تقدم الحرب، نفذ الانفصاليون الأبخاز السياسات ذاتها من النزوح العنيف للجورجيين من أماكنهم بنسب كبيرة، إذ أدى إلى ترك 250000 شخصًا يُطردون بالقوة من بيوتهم. وفي ظل المساعدات المزعومة من روسيا، تمكن الانفصاليون من إعادة تسليح وتنظيم «كتائب المتطوعين» من شمال القوقاز. ووفقًا للمحلل السياسي جورج ميرسكي، كانت القاعدة الروسية في غواداوتا «تزود الجانب الأبخازي بالأسلحة والذخيرة». وأضاف أنه «لم يقدم أي دليل مباشر على ذلك، ولكن من السذاجة الاعتقاد بأن الدبابات والصواريخ ومدافع الهاوتزر وقطع الذخيرة وغيرها من الأسلحة الثقيلة التي كانت قوات التحالف المعادية لجورجيا تستخدمها بتزايد في حربها قد استولى عليها العدو». وتألف هذا التحالف المُعادي لجورجيا من مجموعة شمال القوقاز «الكونفدراليين سكان جبال القوقاز»، والفرقة الشيشانية «غراي وولف أو الذئب الرمادي» التابعة لشامل باساييف، والكتيبة الأرمنية «باغراميان» والقوقاز والمسلحين من ترنسنيستريا والعديد من الوحدات الخاصة الروسية. ووفقًا للعالم السياسي برونو كوبيتريز، «اتخذت الحكومات الغربية بعض المبادرات الدبلوماسية في الأمم المتحدة ووجه نداء إلى موسكو لوقف المشاركة النشطة لقواتها العسكرية في هذا الصراع. وأصدر مجلس الأمن التابع للأمم المتحدة سلسلة من القرارات التي تدعو إلى وقف إطلاق النار، وأدان أيضًا سياسة التطهير العرقي الأبخازية».
نفذ الجانب الأبخازي عملية التطهير العرقي لطرد السكان المنحدرين من أصل جورجي في أبخازيا والقضاء عليهم مواجهةً لمئات الآلاف من المنحدرين من أصل جورجي الذين لم يرغبوا في مغادرة ديارهم.
إن العدد الدقيق للقتلى خلال التطهير العرقي مختلف فيه، ومع ذلك، فهو يتراوح من 8000 إلى 10000 شخص، وهذا لا يشمل المدنيين الذين قُتلوا سنة 1998 خلال الهجوم الانفصالي على منطقة غالي. طُرد نحو 200000 إلى 250000 شخص من أصل جورجي من ديارهم. وشملت حملة التطهير العرقي أيضًا الروس الأرمن واليونانيين والأبخاز المعتدلين والمجموعات العرقية الصغيرة الأخرى التي تعيش في أبخازيا. ودُمر أكثر من 20000 منزلًا يملكها أشخاص من أصل جورجي. ونُهبت ودُمرت مئات المدارس ورياض الأطفال والكنائس والمستشفيات والآثار التاريخية.
قدمت تقارير وزارة الخارجية الامريكية عام 1994 وصفًا لمشاهد انتهاكات جسيمة لحقوق الإنسان بدعم من منظمة رصد حقوق الإنسان على أساس النتائج التي توصلت إليها. ووفقًا لتقرير وزارة الخارجية الأمريكية عن الصراع في أبخازيا (جورجيا): ارتكبت القوات الانفصالية (الأبخازية) فظائع وحشية واسعة النطاق ضد المدنيين الجورجيين وقتلت العديد من النساء والأطفال والمسنين، وأخذت بعضهم رهائن، وتعذيب الآخرين، وقتلوا أيضًا أعدادًا كبيرة من المدنيين الجورجيين الذين بقوا في الأراضي التي استولى عليها الأبخاز.
وبدأ الانفصاليون بأطلاق عهد إرهابي ضد السكان الجورجيين الذين يشكلون الأغلبية، مع أن جنسيات أخرى عانت أيضًا. ويقال أيضًا إن الشيشان وغيرهم من مواطني شمال القوقاز من الاتحاد الروسي انضموا إلى القوات الأبخازية المحلية في ارتكاب الفظائع. وقدم الهاربين من أبخازيا ادعاءات موثوقة للغاية عن هذا الفظائع، تضمنت قتل المدنيين دون أي اعتبار للسن أو الجنس. وأظهرت الجثث المستعادة من الأراضي التي تُسيطر عليها الأبخاز علامات تعذيب كثيرة.
وبعد نهاية الحرب، بدأت حكومة جورجيا والأمم المتحدة ومنظمة الأمن والتعاون في أوروبا واللاجئين في التحقيق وجمع الأدلة والحقائق حول الادعاءات المتعلقة بالإبادة الجماعية والتطهير العرقي والترحيل التي قام بها الجانب الأبخازي خلال الصراع.
وفي مارس 2006، أعلنت محكمة لاهاي لجرائم الحرب أنها استعرضت جميع الوثائق التي قدمها الجانب الجورجي. وبعد إجراء تحقيق شامل، خلصت المحكمة إلى أنها ستحاكم حملة التطهير العرقي وجرائم الحرب التي تعرض لها الجورجيون في أبخازيا وستبدأ بعقد جلسات الاستماع ضدهم.

وفقًا لكاثرين ديل من المفوضية السامية للأمم المتحدة لشؤون اللاجئين: 
في مخيم سياحي سابق في كوتايسي، يتحدث تجمع كبير من النازحين عن «الممارسة الشائعة» التي تُسمى «ربطة العنق الايطالية» التي يُقطع فيها اللسان من الحلق ويلتف حول الرقبة. وتتحدث امرأة عن رجل أُجبر على اغتصاب ابنته المراهقة، وعن جنود أبخاز يمارسون الجنس مع الجثث، ويروي رجل عن قتل الأبخاز للأطفال الصغار في غوداوتا وقطع رؤوسهم ليلعبوا بها كرة القدم. وتتكرر هذه المواضيع في العديد من الروايات المنفصلة.
في 18 يونيو 2001، أكد الرئيس الروسي فلاديمير بوتين في قمة ليوبلينا سلوفينيا حقيقة هذه الفظائع، مشيرًا إلى أن «يبدو أن السلطات الجورجية نسيت كيف استخدم الإرهابيون الشيشان الرؤوس الجورجية كرات القدم خلال الأزمة الأبخازية. ولسوء الحظ، نعم إنها الحقيقة».

## التطهير العرقي (1993 – 1992)
يُشير تقرير منظمة رصد حقوق الإنسان الذي صيغ سنة 1995 -الذي يشمل سردًا مفصلًا الجرائم الحرب والفظائع التي ارتكبت خلال الحرب- أن «منظمة رصد حقوق الإنسان تجد القوات الأبخازية هي المسؤولة عن الموجة المتوقعة من انتقام وانتهاكات لحقوق الإنسان وجرائم الحرب التي طالت السكان الجورجيين في سوخومي وأجزاء أخرى من أبخازيا. شُجعت هذه الممارسات بالفعل لطرد السكان الجورجيين من ديارهم».
أرادت القيادة الجورجية شن حرب خاطفة في أبخازبا، لكن ليس كل شيء تُقرره الدبابات وصواريخ غراد. وليس لدى الأبخاز أي أرضٍ أخرى، ليس لدينا طرق للذهاب. لكن لم يعد بإمكان الجورجيين العيش هنا. ليس أمامهم في أبخازيا سوى الموت.    